# Pandúr Lajos
Pandúr Lajos, Lajci Pandúr (Lendva, 1913. október 25. – Maribor, 1973. május 7.) festőművész, képzőművészeti tanár.

## Élete
Az elemi és polgári iskolát Lendván fejezte be, utána beiratkozott a zalaegerszegi gimnáziumba, amelyet nem fejezett be. 1930-ban beiratkozott a zágrábi iparművészeti középiskolába, majd 1932-ben a zágrábi Képzőművészeti Akadémiára. 1936-ban Ljubo Babić professzornál szerzett diplomát, a következő két évben ugyanott festészeti és grafikai kiegészítő tanulmányokat folytatott.
1942–1944 között Budapesten a Képzőművészeti Főiskolán tanult Aba-Novák Vilmos, Szőnyi István és Rudnay Gyula irányításával. 1949-től haláláig Mariborban tanított, 1962-től a maribori Pedagógiai Akadémia professzora.

## Festészete
Tájképein a sík pannon tájat festette, tájábrázolásában Ljubo Babic, míg az emberi alak megformálásánál Becic hatása érződik. Festészetére mégis leginkább a poszt-nagybányai festői mozgalom hatott, az egykori paraszti világ ábrázolásával. E hatások alapján alakította ki sajátos képzőművészeti nyelvét. A fővárosba kerülve találkozott a magyar festői hagyományok új színvilágával, és ekkor fordult érdeklődése új motívumok felé. Meghatározó élménye volt, amikor a Budapesten eltöltött évek után az addigi, általa ábrázolt sík táj helyett hegyvidékre került. Szociális tematikájú képeket is festett jellegzetesen barna színekkel.

## Jelentősebb festményei
- A Muránál 1954
- Muravidéki csendélet 1955
- Parasztrapszódia 1960
- Lakodalom előtt 1960
- Komp a Murán

## Egyéni kiállításai
- 1968 Muraszombat, Lendva
- 1974 Művészeti Galéria Maribor
- 1983 Retrospektív emlékkiállítás halálának 10. évfordulója alkalmából (Lendva)

A két világháború között Vajdaság városaiban állított ki: Újvidék, Zombor, Szabadka, Nagybecskerek, majd 1941-ben Zágráb, Varasd, Csáktornya. 1962-ben a svédországi Ludenben és az angliai Greenwich-ben volt kiállítása, művei eljutottak Magyarországra is.

## Főbb kitüntetései
- A IV. Maribori Művelődési Szemle díja (1960)
- Ezüst Koszorús Munkaérdemrend (1972)
- Nemzetközi INTARTON Videm ezüstplakett